# Mariano Comense
Mariano Comense és un municipi italià, situat a la regió de la Llombardia i a la província de Como. L'any 2004 tenia 25.646 habitants.

## Fills il·lustres
- Carlo Tagliabue (1898-1978), fou un cantant d'òpera de la corda de baríton.